# Aculturación

Las cuatro formas esenciales de aculturación: 1-Segregación, 2- Integración, 3- Asimilación, 4- Marginación.

La aculturación es el proceso en el que se adapta una nueva cultura (o aspectos de la misma). Los individuos se adaptan; es decir, se aculturan, incorporando elementos de otra cultura.Una de las causas externas tradicionales es la colonización, otra es la migración. 
En la aculturación intervienen diferentes niveles de destrucción, supervivencia, dominación, resistencia, soporte, modificación y adaptación de las culturas nativas tras el contacto cultural.
La definición tradicional diferencia a veces entre aculturación por un individuo (transfiguración) y por un grupo, generalmente grande.
Las definiciones viejas y nuevas tienen una frontera borrosa en las sociedades multilaterales modernas, en las que se puede motivar a los hijos de familias inmigrantes a adquirir la cultura dominante, pero también la familiar, considerando a cualquiera de las dos como la extranjera, cuando ambas son parte del desarrollo infantil.

## Primeros estudios sobre la aculturación
Primero apareció como un área antropológica en 1880.
El término lo utilizaron por primera vez dos autores estadounidenses:
1.- McGee: hablaba de transmisión y ajuste de costumbres entre pueblos de “nivel inferior” y “nivel superior”.
2.- Boas (es más general): habla de proceso inducido de cambio, las culturas de una región suelen ser semejantes entre sí.

## Observación etnográfica
Desde 1880, los antropólogos estadounidenses se han interesado por el cambio cultural entre pueblos, centrándose en la reconstitución de culturas muertas. Reunían datos para reconocer la amplitud con que se habían difundido los elementos culturales en el pasado, pero no hacían observación directa del proceso de difusión en el pueblo que estudiaban.
A partir de 1930 la atención se dirigió hacia la observación directa de los contactos, y se hizo alguna tentativa de relacionar las condiciones que se encontraban entre los pueblos nativos, con sus situaciones recientes de contacto.
Un primer estudio de este tipo fue el de Camilo González en 1932.

## Conceptos relacionados
- Sincretismo
- Comunicación intercultural
- Interculturalidad
- Culturación
- Enculturación
- IATIS
- Multiculturalismo